# Dowhe (Chust)
Dowhe (ukrainisch Довге; russisch Долгое Dolgoje, slowakisch Dovhé, ungarisch Dolha) ist ein Dorf in der Oblast Transkarpatien in der westlichen Ukraine, südöstlich von Mukatschewo. 2004 zählte man etwa 6.800 Einwohner.

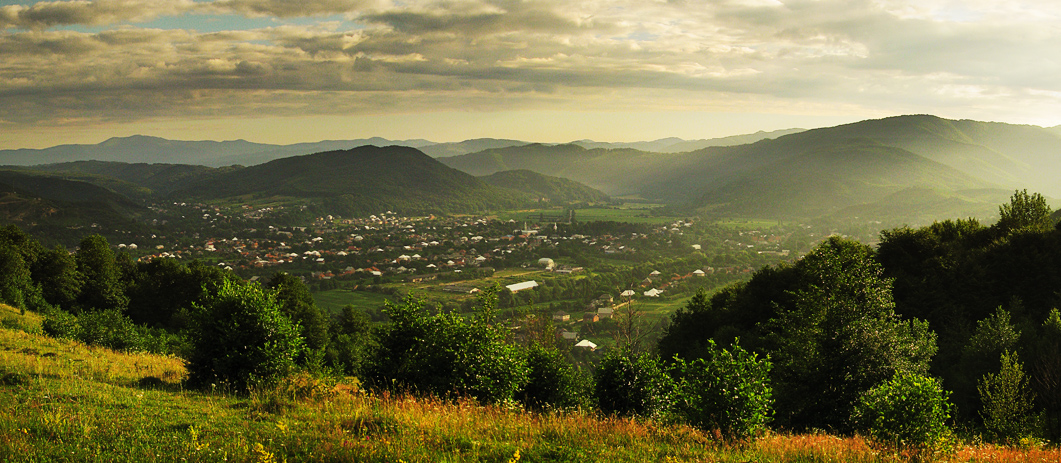
Panoramablick auf den Ort

## Geographie
In Dowhe, das auf 172 m Höhe am Ufer der Borschawa liegt, trifft die Territorialstraße T–07–19 auf die T–07–12.
Am 12. Juni 2020 wurde das Dorf zusammen mit 7 umliegenden Dörfern zum Zentrum der neu gegründeten Landgemeinde Dowhe (Довжанська сільська громада/Dowschanska silska hromada) im Rajon Chust. Bis dahin bildete es die Landratsgemeinde Dowhe (Довжанська сільська рада/Dowschanska silska rada) im Rajon Irschawa.
Folgende Orte sind neben dem Hauptort Dowhe Teil der Gemeinde:
| Name                     | Name            | Name                                 | Name           | Name         | Name    |
| ukrainisch transkribiert | ukrainisch      | russisch                             | slowakisch     | ungarisch    | deutsch |
| ------------------------ | --------------- | ------------------------------------ | -------------- | ------------ | ------- |
| Bronka                   | Бронька         | Бронька                              | Broňka         | Szuhabaranka | -       |
| Kalliw                   | Каллів          | Каллов (Kallow)                      | Kalová         | Kálovi       | -       |
| Lypezka Poljana          | Липецька Поляна | Липецькая Поляна (Lypezkaja Poljana) | Lipecká Poľana | Lipcsemező   | -       |
| Oschowerch               | Ожоверх         | Ожоверх                              | Ozovrch        | Magastető    | -       |
| Pryborschawske           | Приборжавське   | Приборжавское (Priborschawskoje)     | Zadné          | Zárnya       | -       |
| Slopowyj                 | Слоповий        | Слоповый (Slopowy)                   | Slopové        | Szlopony     | -       |
| Sucha                    | Суха            | Суха                                 | Suchá          | Szuha        | -       |

## Geschichte
Der Ort wurde 1383 zum ersten Mal schriftlich als Nagh Dovha erwähnt und gehörte damals zum Komitat Bereg. Etwa 80 Jahre später 1454 gehörte er zum Komitat Máramaros. Über Jahrhunderte war er im Besitz der Familie Dovhay, während der Kuruzenaufstände kämpfte auch Franz II. Rákóczi hier gegen die kaiserlichen Truppen. Ihm zu Ehren wurde 1902 ein Mahnmal im Ort aufgestellt.

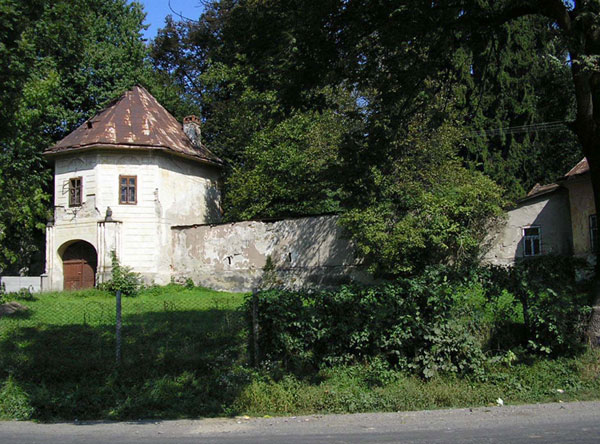
Teil des Teleki-Schlosses

Bis 1919 gehörte der Ort dann zum Kaiserreich Österreich-Ungarn beziehungsweise Ungarn, danach war er Teil der Karpato-Ukraine der Tschechoslowakei. Mit der Annektierung kam er 1939–1945 wieder zu Ungarn, ab 1945 ist der Ort ein Teil der Sowjetunion beziehungsweise seit 1991 Teil der Ukraine.
1971 bekam der Ort dann den Status einer Siedlung städtischen Typs zuerkannt, dieser wurde aber am 29. November 1994 wieder aberkannt und Dowhe zu einem Dorf herabgestuft.

## Sehenswertes
- Schloss der Telekis aus dem 17. Jahrhundert
- Kirche aus dem 15. Jahrhundert, wurde im Jahr 2000 restauriert